# 5286 Haruomukai
Az 5286 Haruomukai (ideiglenes jelöléssel 1989 VT1) a Naprendszer kisbolygóövében található aszteroida. Mukai Masaru és Takeishi Masanori fedezte fel 1989. november 4-én.